# Palpares immensus
Palpares immensus is een insect uit de familie van de mierenleeuwen (Myrmeleontidae), die tot de orde netvleugeligen (Neuroptera) behoort. 
Palpares immensus is voor het eerst wetenschappelijk beschreven door McLachlan in 1867.